# St Andrew’s Church (Roundhay)

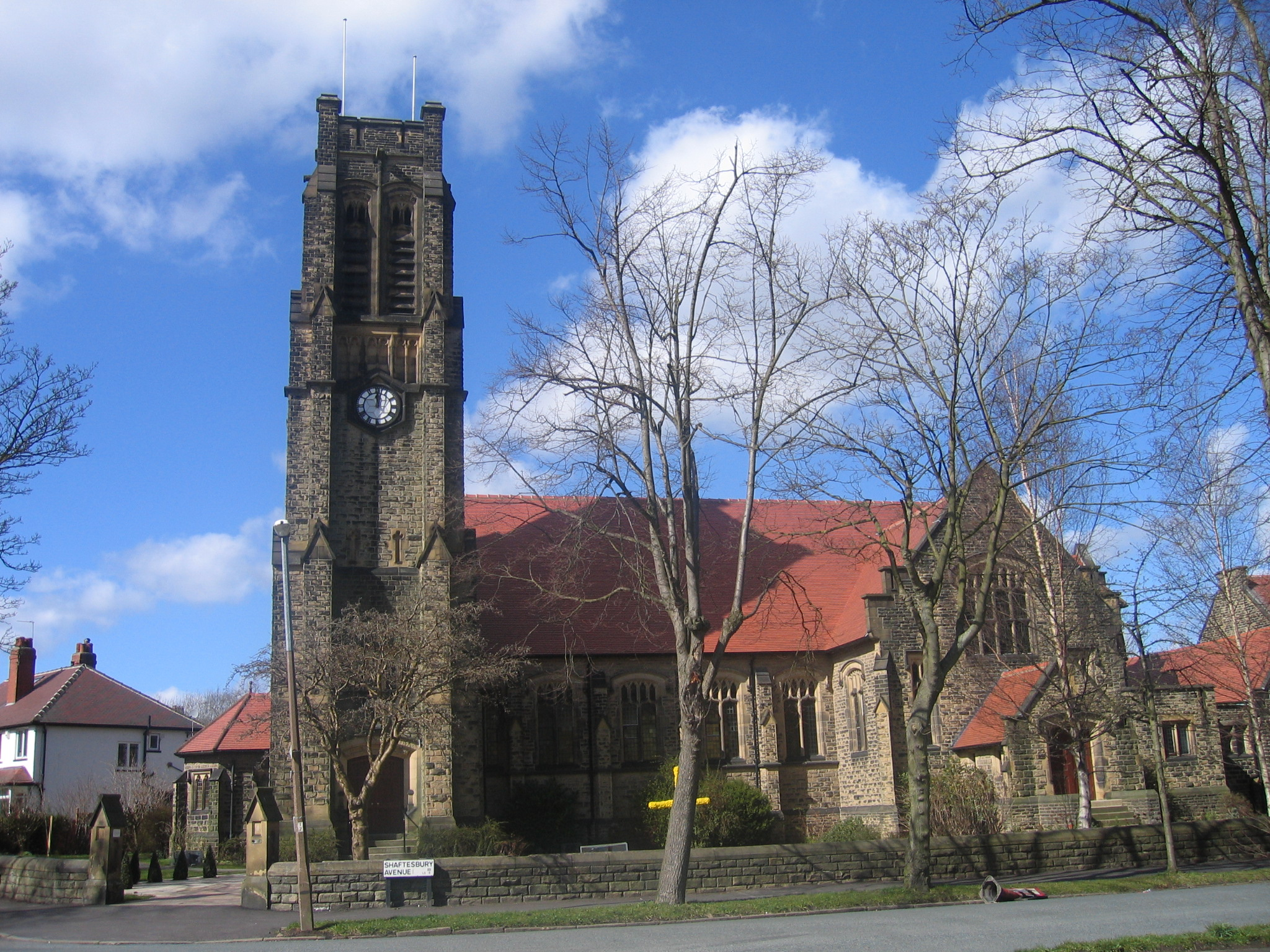
St Andrew’s Church, Ansicht von Osten

Die St Andrew’s Church (St Andrew’s Roundhay United Reformed Church) ist eine Kirche in der Shaftesbury Avenue in Roundhay, Leeds, West Yorkshire, England. Sie wird seit 1972 durch die United Reformed Church genutzt und ist von English Heritage als Listed Building im Grade II geführt.

## Geschichte
St. Andrew’s wurde als Roundhay Congregational Church gebaut. Der Grundstein der ersten Kirche, bzw. des heutigen Gemeindehauses, wurde im November 1901 gelegt. Die kongregationalistische Kirchengemeinde konstituierte sich im Februar 1902 mit 29 Mitgliedern. Der Grundstein der sich südlich anschließenden, heutigen Kirche wurde 1907 gelegt und 1908 konnte die Kirche eröffnet werden.
Nach dem Zusammenschluss der Presbyterian Church of England (Presbyterianische Kirche Englands) und der Congregational Church in England and Wales (Kongregationalistische Kirche in England und Wales) zur United Reformed Church (URC) kam die Kirche in Roundhay 1972 zur URC. Seitdem wurde sie nach dem Apostel Andreas St Andrew’s Church genannt.

## Architektur
Die Kirche wurde im neugotischen Stil aus Gritstone, einem sehr harten Sandstein, erbaut, das Dach besteht aus roten Ziegeln. Architekt war W. H. Beevers aus Leeds. Die Kirche ist ungefähr in Nord-Süd-Richtung ausgerichtet. Die Fenster sind spitzbogig. Der hohe, aber schlanke Turm ist dreifach abgestuft. Er hat Strebepfeiler und eine flache Brüstung, die von Zinnen gekrönt wird. Das Kirchenschiff mit fünf Jochen hat ein offenes Holzdach und Holzvertäfelung. Das Ostfenster veranschaulicht das Gleichnis vom barmherzigen Samariter und wurde 1907 gestiftet.
Das Gemeindehaus, die erste Kirche von 1901, wurde im gleichen Stil gestaltet und ist ebenfalls Listed Building.

## Kirchengemeinde
Die Gemeinde der United Reformed Church hat ein vielfältiges Angebot, das dem einer Pfarrkirche entspricht. Beispiele sind die Messy Church mit Programm und Mahlzeit für alle Altersgruppen und das umfangreiche Programm für Kinder und Jugendliche.

### Internationale Partnerschaften
Die Gemeinde pflegt seit Oktober 1970 eine Partnerschaft mit der Lutherkirche in Frankenthal (Pfalz) mit regelmäßigen Begegnungen von Erwachsenen und Jugendlichen. 1991 wurde diese um die Frankenthaler Partnergemeinde der Martinskirche in Bernburg (Saale) erweitert.

## Belege
1. ↑  Church of St Andrew Roundhay and Sunday School [1256072]. In: National Heritage List for England. Historic England, abgerufen am 6. August 2017 (englisch).
2. ↑  Gillian E. Figures: Manuskript zur Kirchengeschichte. (engl., im Archiv der Kirche)
3. ↑  Dort als Sunday School (Sonntagsschule) bezeichnet.
4. ↑  Messy Church.
5. ↑  David Figures: St. Andrew’s moves confidently into the fifth decade of German partnership – Yet more milestones? In: Mittendrin. 50 Jahre Lutherkirche Frankenthal. Festschrift und Baustein. Frankenthal 2014. S. 38–41.